# Ramón Díaz Cruz
Ramón Díaz Cruz, més conegut com a Ramoní, (Cadis, 19 d'agost de 1946) és un exfutbolista andalús de les dècades de 1960 i 1970.

## Trajectòria
Jugava a la posició de mig volant, però també podia jugar de defensa central. Començà la seva carrera al club Imperio de Ceuta, d'on fou fitxat pel RCD Espanyol. Jugà a l'Espanyol durant tres temporades, al conegut equip dels 5 dofins, entre 1965 i 1968. Disputà 55 partits de lliga i marcà un gol. La temporada 1968-69 jugà al Granada CF i la següent retornà a Catalunya per jugar al FC Barcelona. Al Barça jugà dues temporades però amb molt pocs minuts (9 partits de lliga). Malgrat aquest fet, en el seu palmarès cal marcar una Copa d'Espanya la temporada 1970-71. La següent campanya la jugà al Sevilla FC. Fou tres cops internacional amb la selecció espanyola de promeses.